# Auf einmal
Auf einmal ist ein deutsch-niederländisches Filmdrama der Regisseurin Aslı Özge aus dem Jahr 2016.

## Handlung
Der Bankkaufmann Karsten, Sohn angesehener Eltern, wohnt mit seiner Freundin Laura in der Kleinstadt Altena im Sauerland. Als sie eines Tages auf Dienstreise ist, feiert er mit Freunden und Kollegen eine Party. Spät in der Nacht haben alle Gäste bis auf Anna die Feier verlassen. Karsten und Anna kommen sich wortlos näher und küssen sich. Kurz darauf bricht sie zusammen. Karsten läuft zu einer benachbarten Ambulanz, um Hilfe zu holen, doch Anna stirbt in seiner Wohnung.
Der Tod der jungen Frau sorgt in der Kleinstadt für große Aufregung. Kollegen fragen, was passiert ist, und Karstens Eltern sind ob des Geschehenen sehr besorgt. Laura ist verwirrt und argwöhnisch, doch zunächst halten alle zu Karsten. Aber dann kommt heraus, dass niemand Anna kannte und sie nur durch einen Zufall in Karstens Wohnung gelangt ist.
Die Staatsanwaltschaft beginnt mit ihren Ermittlungen. Bald ist Karsten nicht mehr Zeuge, sondern Beschuldigter. Die Öffentlichkeit erfährt, dass Anna verheiratet war und eine kleine Tochter hatte. Außerdem hatte sie an dem fraglichen Tag Geburtstag. Nach und nach distanzieren sich immer mehr Freunde und Kollegen von Karsten. Sein Vorgesetzter versetzt ihn in eine andere Abteilung ohne direkten Kundenkontakt. Schließlich trennt sich Laura von ihm und auch Karstens Eltern fragen sich, was in der besagten Nacht wirklich passiert ist. Sein sozialer Absturz scheint unaufhaltsam.
Es kommt zum Prozess, bei dem ein Gutachter bestätigt, dass Anna an Asthma litt und es in Verbindung mit hohem Alkoholkonsum zu einer Herzrhythmusstörung mit tödlichem Ausgang gekommen sein muss. Die Kombination wäre vermutlich auch bei direktem Eingreifen durch Karsten tödlich gewesen. Bevor ein Urteil gefällt wird, zieht der Witwer seine Strafanzeige zurück. Karsten gewinnt wieder die Kontrolle über sein Leben und zieht daraus Vorteile für sich. Er fordert seinen Vorgesetzten auf, ihm die Leitung der Filiale zu übertragen. Ansonsten werde er gegen die Versetzung öffentlich protestieren. Zudem erpresst er eine Freundin, die dafür sorgen soll, dass Laura zu ihm zurückkehrt. Sein Vorgesetzter ruft alle Mitarbeiter zusammen. Im Beisein seiner Eltern ernennt er ihn zum Filialleiter. Kurz darauf erscheint Laura und die beiden umarmen sich.

## Rezeption
Tilmann P. Gangloff lobt, wie sich der Film nach und nach zu einem „Sittengemälde“ verwandelt. Gleichzeitig bemängelt er eine „undynamische“ Kameraführung und überlange Einstellungen. Er kommt dennoch zu dem Schluss, dass sich „Auf einmal“ als „bitteres Lehrstück in Opportunismus“ zeigt. Frank Jürgens von der NOZ charakterisiert den Film als „ein kühl distanziertes Drama, in dem Vorverurteilungen und wachsendes Misstrauen eine zentrale Rolle spielen.“ Er lobt das kluge Gesellschaftsporträt über engstirnige Kleinbürger und bewertet den Film als „Ruhig inszeniert und sehr spannend!“
Im Hinblick auf Karstens „Rachefeldzug“ bemerkt Claudia Lenssen im Tagesspiegel: „Mit Aslı Özge beginnt ein anderes Kino. Ihr Protagonist schert sich nicht darum, dem Publikum leichte Identifikation anzubieten, sondern nimmt Rache auf die Art, die seine Umgebung versteht.“

## Auszeichnungen
- 2016: Internationale Filmfestspiele Berlin, Gewinner in der Kategorie Label Europa Cinemas – Special Mention für Aslı Özge und Zrinko Ogresta
- 2016: International Istanbul Film Festival, Gewinner des FIPRESCI-Preis in der Kategorie International Competition für Aslı Özge
- 2016: International Istanbul Film Festival, nominiert für den Audentia Award für Aslı Özge
- 2016: International Istanbul Film Festival, nominiert für die Golden Tulip, International Competition für Aslı Özge